# Bargteheide
Bargteheide est une ville de Schleswig-Holstein en Allemagne.

## Histoire
Bargteheide est mentionnée pour la première fois dans un document officiel en 1314 sous le nom de Brektehegel.

## Politique et administration
| Période       | Période  | Identité         | Étiquette | Qualité |
| ------------- | -------- | ---------------- | --------- | ------- |
| novembre 2012 | en cours | Cornelia Harmuth | CDU       |         |

| Période       | Période       | Identité                 | Étiquette | Qualité                                                                       |
| ------------- | ------------- | ------------------------ | --------- | ----------------------------------------------------------------------------- |
| 1946          | 1957          | Julius Gerken            |           |                                                                               |
| 1957          | 1962          | Enno Wilkens             |           |                                                                               |
| 1962          | 1971          | Karl Eduard Claussen     | CDU       |                                                                               |
| 1971          | 1984          | Erich Reincke            |           |                                                                               |
| 1985          | 1996          | Frank Pries              |           |                                                                               |
| 1996          | 2008          | Werner Mitsch            |           |                                                                               |
| 2008          | 23 avril 2016 | Henning Görtz            | CDU       | Landrat (sous-préfet) de l'arrondissement de Stormarn depuis le 24 avril 2016 |
| 24 avril 2016 | en cours      | Claus Christian Claussen | CDU       | remplaçant du maire jusqu'à la prochaine élection                             |

## Jumelages
- Déville-lès-Rouen (France) depuis 1969
- Żmigród (Pologne) depuis le 8 septembre 2001[1]